# Diala Banlieue
Diala Banlieue ou Diyala est une localité du Mali, chef-lieu de la commune rurale de Liberté Dembaya dans l'arrondissement central de Kayes, le cercle de Kayes et la région de Kayes. 

## Géographie
La localité est située sur la rive gauche du fleuve Sénégal, et sur la route nationale RN 1 à 6,7 km du centre-ville du chef-lieu régional Kayes.

## Population
Diala Banlieue compte 2 044 habitants lors du recensement général de 2009. 